# Glenn Highway
La Glenn Highway, qui est une partie de l'Alaska Route 1 est une route d'Alaska, qui s'étend sur 301 kilomètres (187 mi), depuis Anchorage jusqu'à Glennallen où elle rejoint la Richardson Highway. Elle suit la rivière Knik sur une grande partie de son cours.

## Histoire

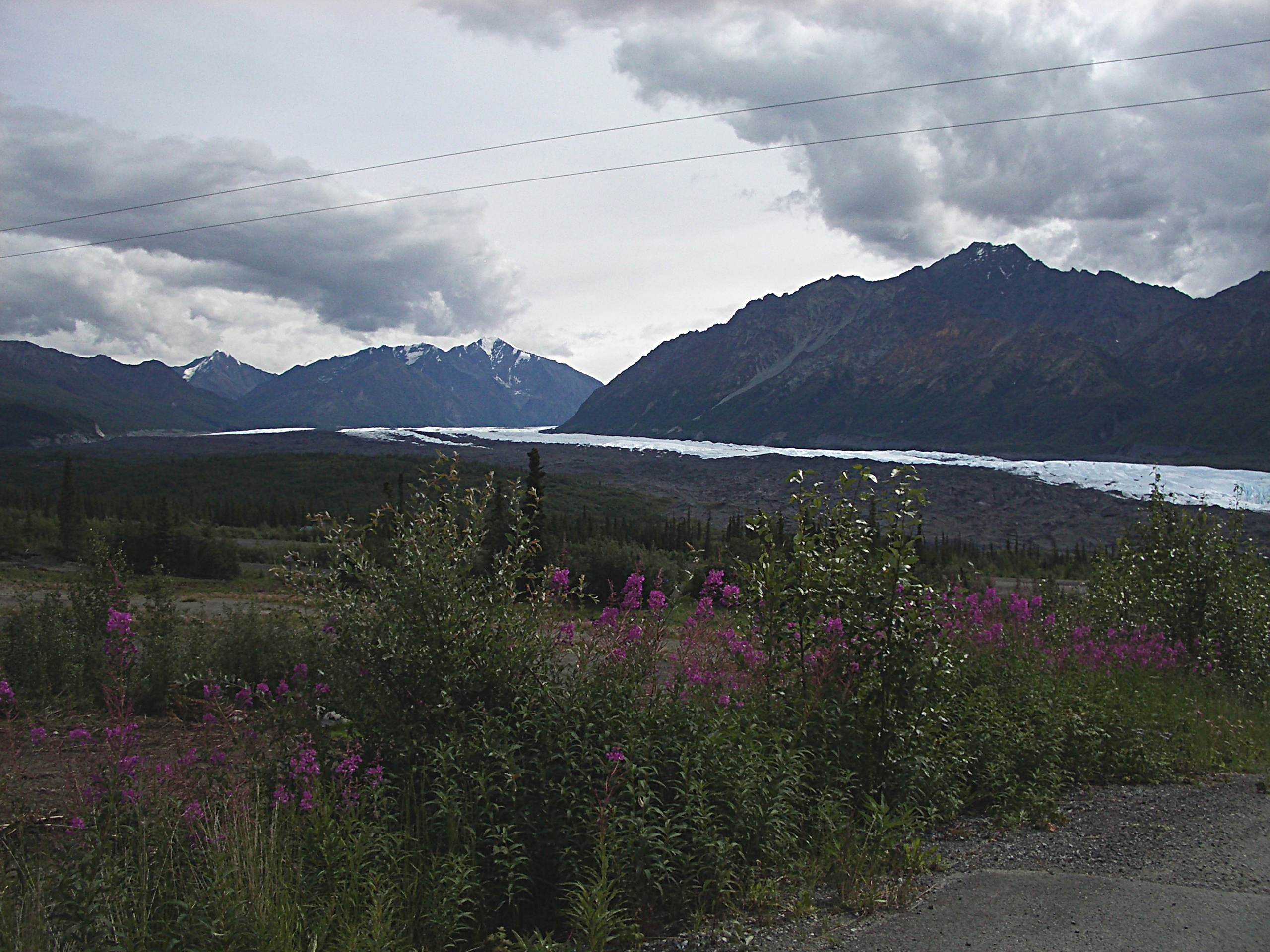
Le glacier Matanushka depuis la Glenn Highway.

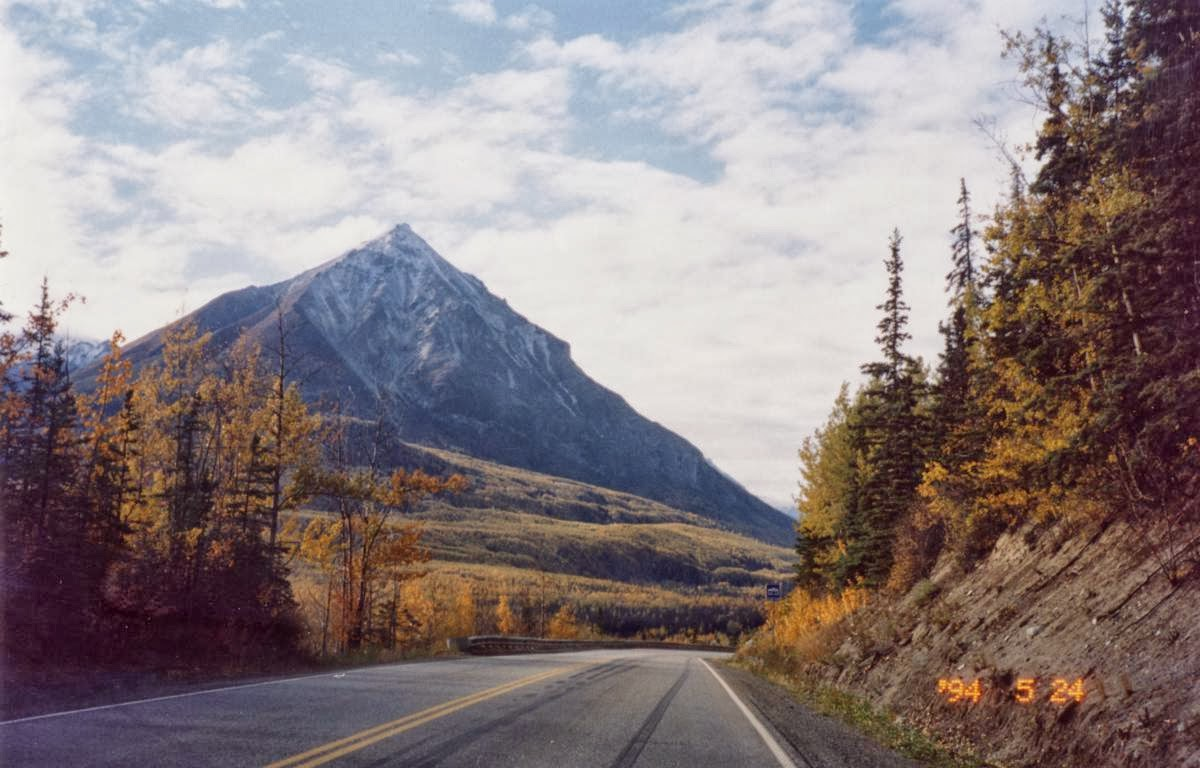
Glenn Highway à Palmer.

La route initialement nommée Palmer Road était destinée, dans les années 1930, à relier les colonies agricoles de la vallée Matanushka à la ville de Palmer. Pendant la Seconde Guerre mondiale, elle fut continuée jusqu'à Glennallen par les militaires afin de pouvoir rejoindre d'un côté Anchorage, de l'autre les autres états des États-Unis par voie de terre, via la Route de l'Alaska.
Son nom lui a été donné en hommage au capitaine Edwin Glenn, qui, à la tête de l'armée américaine, mena une expédition pour rejoindre les gisements de métaux durant la ruée vers l'or du Klondike. La route a été goudronnée en 1950. 

## Villes et localités situées le long de la route
- Anchorage, au km 0
- Fort Richardson, au km 12
- Eagle River, au km 22
- Chugiak, au km 34
- Eklutna, au km 42
- Palmer, au km 68
- Sutton, au km 98
- Chickaloon, au km 123
- Glacier Matanuska, au km 164
- Tolsona, au km 214
- Nelchina au km 220
- Lake Louise, au km 256 (par une route de 32 km)
- Mendeltna
- Glennallen, au km 301